# NGC 3006
NGC 3006 (również PGC 28235) – galaktyka spiralna (Sbc?), znajdująca się w gwiazdozbiorze Wielkiej Niedźwiedzicy. Odkrył ją 25 stycznia 1851 roku Bindon Stoney – asystent Williama Parsonsa.